# Jag kan se en ängel
Jag kan se en ängel är ett studioalbum av det svenska dansbandet Wizex, släppt 1992.  Det placerade sig som högst på 41:a plats på den svenska albumlistan.

## Låtlista
1. Jag kan se en ängel (J.Thunqvist-K.Svemling)
2. Tycker om dig (Finalmente) (Rickygianco/PierettiSan Just(B.Lindeborg)
3. Lambeth Walk (N.gay-Kar De Mumma)
4. Beatrice (B.Andersson-B.Ulvaeus)
5. En man i kavaj (H.saffer/D.Stråhed)
6. Det faller ett regn (P.Sahlin)
7. Adjö min vän (Trad.arr D.Stråhed-R.Freij)
8. Hallå, hallå (M.Klaman-K.Almgren)
9. Doktorn (A.Fältskog-B.Carlgren)
10. Jag måste nå min ängel (Norell/Oson/Bard-J.Thunqvist)
11. Vi ska minnas Huckle Buck (P.Sahlin)
12. Hemlängtan (P,Knutsen/D.Stråhed)
13. En dans i mörkret med dej (J.Thunqvist/K.Svenling)
14. Jorden snurrar än (J.Thunqvist/K.Svenling)
15. Jag är fri (H.Saffer/U.Söderberg)
16. Drängavisan (Anton Persson)

## Listplaceringar
| Lista (1992) | Topplacering |
| ------------ | ------------ |
| Sverige      | 41           |

### Fotnoter
1. ↑  ”Svensk mediedatabas”. http://smdb.kb.se/catalog/id/001478111. Läst 22 april 2011.
2. ↑  ”Listplacering”. http://hitparad.se/showitem.asp?key=48275&cat=a. Läst 22 april 2011.